# Castillo de Saint-Brisson
El castillo de Saint-Brisson (del francés: Château de Saint-Brisson) es un castillo francés situado en la ciudad de Saint-Brisson-sur-Loire, en el departamento de Loiret de la Región central de Francia. Entre los confines de Berry y a las puertas de Orleans, pertenece al conjunto cultural de los castillos del Loira.

## Localización
El castillo está situado a 6 km de Gien, en la rivera izquierda del Loira con vistas a un antiguo meandro del río, y a 9 km de Briare.

## Historia
La construcción de esta edificación comenzó en el siglo XII bajo la forma de un palacio-fortaleza por orden de Esteban II de Sancerre, entre 1210 y 1241; la familia Sancerre fue propietaria del castillo hasta 1290. En 1135, Luis VI de Francia asedió y arruinó parte de la construcción, para posteriormente mandar reconstruirla añadiendo la torre principal románica y empalizadas.
En 1567, el castillo pasó a manos de la familia de Séguier, convirtiéndose en una casa residencial.
El castillo fue donado a la municipalidad en 1987 por Anne Ranst de Berchem.

## Descripción
El área se encuentra parcialmente inscrita como monumento histórico: el parque, la terraza, fosos, puentes, estanques, canales, el sótano, el comedor, patio y piscina recibieron dicha calificación el 7 de abril de 1993. Los exteriores contienen reproducciones de cuatro máquinas de guerra funcionales de la Edad Media (una cerbatana, una catapulta, un couillard y un fundíbulo).